# Сон Донун
Сон Донун (хангыль: 손동운; родился 6 июня, 1991) — южнокорейский поп-певец и танцор. Является участником корейской поп-группы HIGHLIGHT

## Биография
Донун родился в Пусане, Южная Корея, 6 июня 1991 года. Отец Донуна — университетский профессор Сон И. Донун был стажером в JYP Entertainment в течение 2 лет. Он макнэ (младший) в группе. Донун учился в средней школе Ханён.
Изучением английского языка Донун занимался в филиппинском городе Санта-Роса.
Наряду с английским, Сон обладает знанием японского и китайского языков.
В 2011 году поступил на факультет киноискусств в Университет Тонгук.

## Карьера
На протяжении двух лет Донун усиленно тренировался в JYP Entertainment. Он стал последним участником, которого приняли в бой-бэнд Beast.
Играл в мюзикле «Поймай меня, если сможешь».
Является ведущим в программе Super Idol Chart Show вместе с Рёуком из Super Junior.

## Синглы
- «Udon»
- «I Knew It»
- «In The Cloud»

См. также
- BEAST